# Flabellimycena
Flabellimycena là một chi nấm trong họ Mycenaceae.